# Alexander Horn (Fallanalytiker)
Alexander Horn (* 14. August 1973 in Bad Tölz) ist ein deutscher Fallanalytiker.

## Leben
1991 begann Horn seine Ausbildung zum Polizeikommissar. 1996 wechselte er zur Kriminalpolizei in das Dezernat für Sexual- und Gewaltdelikte beim Polizeipräsidium München. Als auf Initiative von Udo Nagel das Pilotprojekt Täterprofiling bei der Münchner Mordkommission ins Leben gerufen wurde, gehörte Horn zum Gründungsteam. Seit 1998 leitet er die Dienststelle für Operative Fallanalyse (OFA), Kommissariat 16 am Polizeipräsidium München. Diese zeichnet neben der Fallanalyse und Täterprofilerstellung auch für den Betrieb der Datenbanken ViCLAS und HEADS verantwortlich. Seit ihrer Gründung 2001 ist Horn festes Mitglied der Bund-Länder-Projektgruppe für die Entwicklung der Qualitätsstandards für Fallanalysen.
2006 erstellte Horn eine Operative Fallanalyse für die BAO Bosporus, die zur Aufklärung der NSU-Mordserie an Migranten gebildet worden war, und wies als erster auf einen möglichen rechten bzw. rechtsextremen Hintergrund der Täter hin. Diese Analyse erfuhr jedoch Widerspruch und führte zunächst zu keinen greifbaren Ergebnissen. Sie wurde erst im November 2011 mit der Aufdeckung der für die Mordserie verantwortlichen rechtsextremen Terrororganisation Nationalsozialistischer Untergrund (NSU) bestätigt. Seine Fallanalysen trugen auch wesentlich zur Aufklärung des Verbrechens an Mareike G. aus Waldmünchen bei. Außerdem war Horn maßgeblich an der Klärung der Mord- und Missbrauchsserie des „Maskenmanns“ Martin Ney im April 2011 beteiligt. Mit seinen Ermittlungen rund um Ney und anderen Tathergängen diente er als Fallanalytiker in der von Udo Nagel moderierten Dokuserie Ungeklärte Morde auf RTL 2.
Beim Münchner Tatort mit den Kommissaren Batic und Leitmayr spielte ab der 67. Episode Lisa Wagner für fünf Folgen als Fallanalytikerin Christine Lerch mit, deren Rolle nach Horns Vorbild geschaffen wurde. Horn berät die Münchner Tatort-Reihe auch fachlich.

## Veröffentlichungen
- mit Udo Nagel: ViCLAS – Ein Expertensystem als Ermittlungshilfe. In: Kriminalistik. Nr. 1, 1998, S. 54–58.
- Die Zusammenarbeit zwischen Fallanalyse und forensischer Psychiatrie. In: Cornelia Musolff, Jens Hoffmann (Hrsg.): Täterprofile bei Gewaltverbrechen. Mythos, Theorie und Praxis des Profilings. 2. überarbeitete und erweiterte Auflage, Springer, Heidelberg 2006, ISBN 3-540-33345-2.
- Die Erstellung von Täterprofilen: Denken wie der Täter? In: Hans Förstl (Hrsg.): Theory of Mind. Neurobiologie und Psychologie sozialen Verhaltens. Springer, Heidelberg 2007, ISBN 978-3-540-27240-3.
- mit Harald Dern: Operative Fallanalyse bei Tötungsdelikten. Eine kriminologische und methodische Bestandsaufnahme im Jahr 2008. In: Kriminalistik. Nr. 10, 2008, S. 543–549.
- mit Harald Dern, Christa Dern und Ursula Horn: The Fire Behind the Smoke: A Reply to Snook and Colleagues. In: Criminal Justice and Behavior. Band 36, 2009, Nr. 10, S. 1085–1090.